# ألان بون
ألان بون (بالإنجليزية: Alan Bowne)‏ هو كاتب سيناريو وكاتب مسرحي أمريكي، ولد في 1945، وتوفي في 1989.